# Paningkiran
Paningkiran is een bestuurslaag in het regentschap Majalengka van de provincie West-Java, Indonesië. Paningkiran telt 3776 inwoners (volkstelling 2010).